# Municipio de Valley (condado de Scott)
El municipio de Valley (en inglés: Valley Township) es un municipio ubicado en el condado de Scott en el estado estadounidense de Kansas. En el año 2010 tenía una población de 244 habitantes y una densidad poblacional de 0,79 personas por km².

## Geografía
El municipio de Valley se encuentra ubicado en las coordenadas 38°20′14″N 101°0′58″O / 38.33722, -101.01611. Según la Oficina del Censo de los Estados Unidos, el municipio tiene una superficie total de 310.8 km², de la cual 310,8 km² corresponden a tierra firme y (0 %) 0 km² es agua.

## Demografía
Según el censo de 2010, había 244 personas residiendo en el municipio de Valley. La densidad de población era de 0,79 hab./km². De los 244 habitantes, el municipio de Valley estaba compuesto por el 83,2 % blancos, el 0,82 % eran asiáticos, el 15,98 % eran de otras razas. Del total de la población el 23,36 % eran hispanos o latinos de cualquier raza.